# Centenario (Argentine)
Pour les articles homonymes, voir Centenario.
Centenario est une localité argentine de la province de Neuquén. Elle se trouve dans le département de Confluencia, sur la rive droite du río Neuquén, face à
la localité de Cinco Saltos de la province de Río Negro. 

Son économie repose sur la culture de fruits, ce qui est le cas de la plupart des localités situées dans la région du « Alto Valle del Río Negro ».
La ville se trouve à 15 km de la capitale provinciale Neuquén, à laquelle elle est reliée par une liaison autoroutière (route provinciale Nº 7).
Ces dernières années le rôle de Centenario comme cité-dortoir s'est accru, grâce à sa liaison aisée avec la capitale.

## Population
La ville comptait 26 843 habitants en 2001, ce qui représentait une hausse de 29,9 % par rapport aux 21 770 de 1991. Ceci en fait la quatrième localité de la province.